# Janssen (planeta)

Plakat NASA

Janssen (55 Cancri e) – planeta pozasłoneczna typu superziemia orbitująca wokół gwiazdy 55 Cancri A.  Jej średnica jest ponad dwukrotnie większa od średnicy Ziemi, a jej masa wynosi około osiem razy tyle, co masa Ziemi. Planeta obiega swoją gwiazdę co 18 godzin; z powodu bliskości gwiazdy temperatura jej powierzchni wynosi około 2700 °C. Modele budowy planet pozasłonecznych sugerują, że planeta może być zbudowana głównie z węgla, z czego około jedna trzecia węgla występuje w postaci diamentu.

## Nazwa
Nazwa planety została wyłoniona w publicznym konkursie w 2015 roku. Upamiętnia ona Zachariasza Janssena, holenderskiego optyka, który skonstruował pierwszy mikroskop optyczny, a przypisuje mu się także wynalazek teleskopu. Nazwę tę zaproponowali członkowie Królewskiego Niderlandzkiego Stowarzyszenia Meteorologii i Astronomii (Koninklijke Nederlandse Vereniging voor Weer- en Sterrenkunde) z Holandii.

## Odkrycie

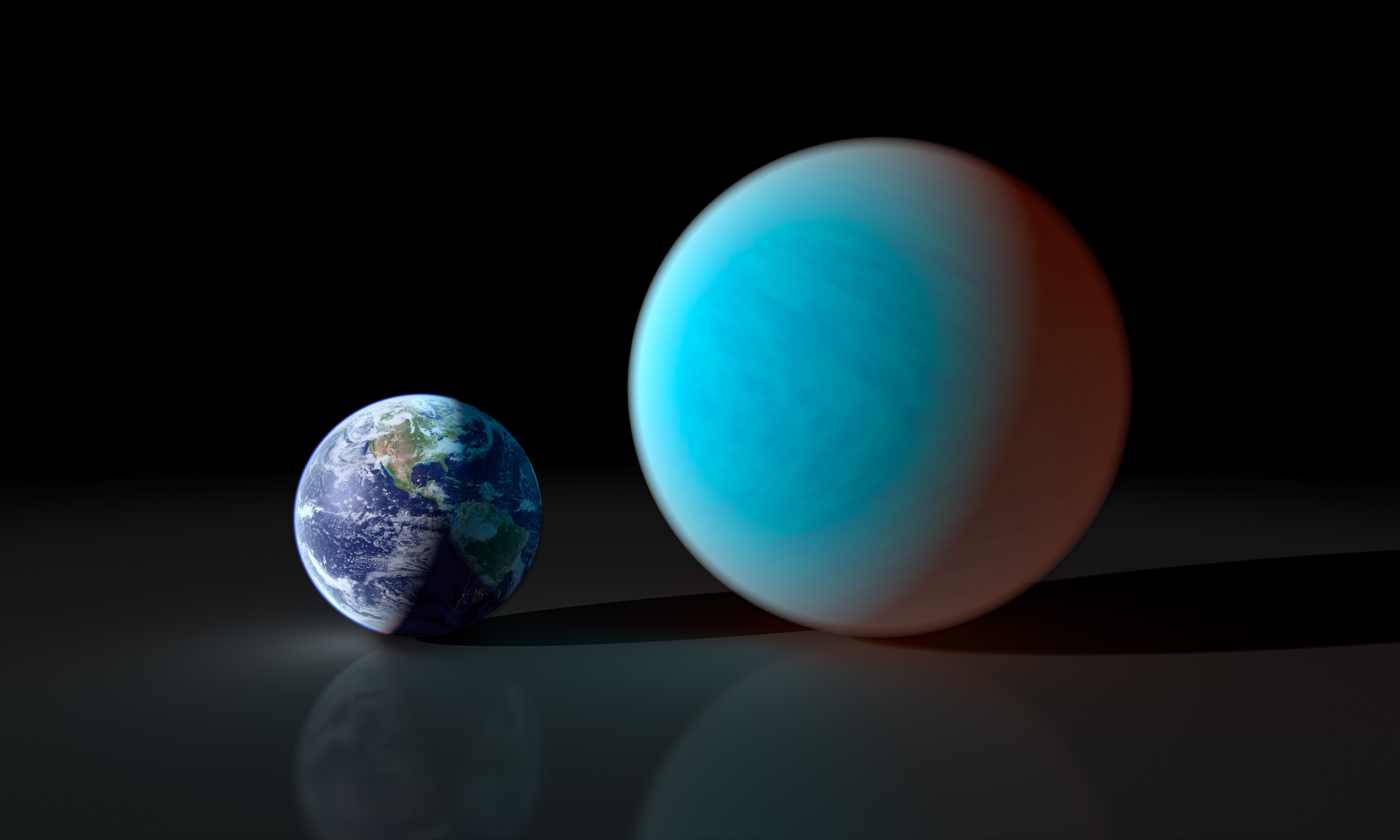
Porównanie rozmiarów Ziemi i Janssena

Planeta została odkryta w 2004 roku przez Teleskop Hobby-Eberly, który jest jednym z najbardziej dokładnych teleskopów znajdujących zastosowanie w spektroskopii.
W 2005 roku Jack Wisdom zakwestionował jej istnienie. Stwierdził, że sygnał przypisywany tej planecie tak naprawdę pochodzi od 55 Cancri c, a zamiast gorącego neptuna w układzie istnieje niewielki gazowy olbrzym o masie 1,8 masy Neptuna (31 mas Ziemi) i okresie obiegu po orbicie równym około 261 dni.
Jego przypuszczenia częściowo się potwierdziły: w 2007 roku zespół Debry Fischer z San Francisco State University wykazał, że obie planety istnieją. Odkrycie to pozwoliło skorygować parametry orbit wszystkich planet układu i wyeliminowało podejrzane sygnały z krzywej prędkości radialnej. Nowo odkryta planeta została nazwana 55 Cancri f, później zyskała nazwę Harriot.
W 2010 roku Rebeka Dawson i Daniel Fabrycky powtórnie przeanalizowali dane o prędkościach radialnych kilku gwiazd posiadających planety wykryte tą metodą i wykazali, że regularne przerwy w obserwacjach (spowodowane zachodami gwiazdy za horyzont miejsca obserwacji) mogą prowadzić do błędnego wyznaczenia okresu. Wyznaczony przez nich na nowo okres obiegu 55 Cancri e wyniósł 0,7365 dnia, czterokrotnie krócej, niż wcześniej przypuszczano. Ponieważ oznaczało to, że planeta znajduje się znacznie bliżej gwiazdy macierzystej, wzrosło prawdopodobieństwo, że obserwowana z Ziemi planeta może przechodzić przed tarczą gwiazdy. Jednocześnie Dawson i Fabrycky skorygowali oszacowanie masy planety na co najmniej 8,3 ± 0,3 mas Ziemi.

## Charakterystyka
Tranzyty z obliczonym okresem udało się zaobserwować w roku 2011, wizualnie przy pomocy precyzyjnego fotometru satelity MOST (Microvariability & Oscillations of STars), oraz w podczerwieni z użyciem kosmicznego teleskopu Spitzera. Wspólna analiza wyników tych obserwacji pozwoliła wyznaczyć promień planety na 2,17 ± 0,1 promienia Ziemi. Masa planety, wyznaczona z precyzyjnych pomiarów prędkości radialnej gwiazdy, wynosi 7,81+0,58−0,53 M🜨. Wyznaczona dzięki temu gęstość planety jest równa 4,5 ± 0,2 g/cm³. Jest to zbyt niska gęstość dla czysto skalistej planety o tej wielkości. Według pierwszych analiz uważano, że planeta posiada rozległą otoczkę gazową, najprawdopodobniej złożoną z pary wodnej. Masa tej otoczki miała stanowić około 20% masy planety, a wysoka temperatura planety (około 2000 K) oznaczałaby, że byłaby to para wodna w stanie nadkrytycznym.
Według badań opublikowanych w 2012 roku na planecie nie ma wody pod żadną postacią. Najprawdopodobniej około jednej trzeciej masy planety stanowi węgiel, który z powodu wysokiego ciśnienia we wnętrzu i panującej temperatury występuje w postaci diamentu. Powierzchnia planety jest najprawdopodobniej pokryta węglem pod postacią grafitu. Jest to pierwsza znana superziemia, do której pasuje ten model budowy wewnętrznej.
Od stycznia 2012 do czerwca 2013 roku w podczerwonym paśmie 4,5 μm planeta pojaśniała prawie czterokrotnie. Odpowiadałoby to wzrostowi temperatury od 1400 K do 2700 K. Prawdopodobnie jest to skutek zniknięcia chmury pyłu, która wcześniej absorbowała i rozpraszała część ciepła planety.
30 marca 2016 roku zmierzono temperaturę obu półkul (egzoplaneta zwrócona jest ku swej gwieździe stale tą samą stroną). Nocna strona ma temperaturę 1100 °C, natomiast dzienna aż 2400 °C.